# Ајше-султанија (ћерка Мехмеда III)
Ајше султанија (тур. Ayşe Sultan; 1588, Маниса) је била ћерка Мехмеда III и Халиме-султаније.

## Биографија
Рођена је 1588. године у Маниси као старија ћерка султаније Халиме. Након погубљења њеног старијег брата Махмуда, њен отац Мехмед III ју је удао 1603. године за везира Дестари Мустафа-пашу, који је непосредно пре тога био намесник Анатолије. 
Ајше-султанија је умрла током брака са Мустафа-пашом, који је умро 1610. године. Из брака су рођени два сина и ћерка.
Историчар Јилмаз Озтуна је нетачно навео да ју је полубрат, султан Ахмед удао 1613. године за Гази Хусрев-пашу; последње студије доказују да је био ожењен Ајше-султанијом која је била унука султана Мехмеда.
Ајше је сахрањена поред супруга Дестари-паше и њихово троје деце у Принчевој џамији.. 